# Vittalia indica
Vittalia indica är en svampart som beskrevs av Gawas & Bhat 2007. Vittalia indica ingår i släktet Vittalia, divisionen sporsäcksvampar och riket svampar.   Inga underarter finns listade i Catalogue of Life.